# 立山町役場
立山町役場（たてやままちやくば）は、富山県にある日本の地方公共団体である立山町の組織が入り執行機関としての事務を行う施設（役所）。

## 概要
1954年（昭和29年）1月10日に立山町が発足した当初は、旧雄山町役場（立山町前沢2469番地）を流用し、それ以外の旧村役場は支所となった（1956年〔昭和31年〕2月1日に出張所、1960年〔昭和35年〕3月31日に連絡所になったのを経て、1964年〔昭和39年〕4月1日に立山地区を除き廃止された）。
1960年代半ばごろ、旧庁舎北側と西側を増築した。
現在の町役場庁舎は旧五百石小学校跡地にて1964年（昭和39年）2月1日に着工し、1965年（昭和40年）11月30日に竣工した建物である。鉄筋コンクリート造り地上4階建て一部塔屋2階建て、延床面積4178.5m2、工事費は130,883万円。2010年（平成22年）には耐震改修が実施され、2014年（平成26年）には空調設備改修が行われ、2015年（平成27年）には照明がLED化された。
1976年（昭和51年）4月20日、敷地内（旧五百石小学校グラウンド南側）にて立山町民会館が竣工し、同年5月1日にオープンした（その後解体され、跡地は防災センター及び児童館「アカリエ」として2025年〔令和7年〕1月10日に竣工、同年1月20日に供用開始する。当初は2024年〔令和6年〕11月30日に完成式の予定であったが、資材調達の遅れと能登半島地震で職人の確保が困難になったため、延期されていた。）。
2024年（令和6年）4月26日、役場の敷地内に書店併設の『ローソン立山町役場店』がオープンした（全国で11店舗目、富山県内では初）。立山町では2015年に中心部にあった書店が閉店して以降、約9年間にわたり書店が1店舗もない状態が続いており、地元の小学生などから「町に本屋がほしい」という声が寄せられたことから、町が書店の誘致を行ったことで、開店に漕ぎ着けた。

## 周辺の施設
- 五百石駅（富山地方鉄道立山線）
- アルプス農業協同組合たてやま支店
- ウエルシア富山立山店
- 富山県立雄山高等学校
- 立山郵便局
- 立山製紙